# Валентайн, Джеймс (Георгиевский кавалер)
Джеймс Валентайн (англ. James Valentine; 22 августа 1887 — 7 августа 1917) — английский офицер, лётчик Королевского лётного корпуса, участник Первой мировой войны.

## Биография
Родился 22 августа 1887 года в Ламбете, Лондон. Сын директора страховой компании Джеймса Валентайна и его жены Фанни.
Получил сертификат № 47 летчика Королевского аэроклуба 31 декабря 1910 года. В 1911 года на моноплане Deperdussin он участвовал в авиационном соревновании в Великобритании и был единственным британским авиатором, участвовавшим в авиагонках в Европе. 3 июня 1912 года Валентайн был участником воздушного 80-мильного Aerial Derby вокруг Лондона. Он был третьим английским авиатором, освоившим моноплан Bristol Prier.
В 1913 году в Лондоне Джеймс Валентайн женился на Луизе Эйлин, урожденной Кнокс.
С началом Первой мировой войны Валентайн был лётчиком Королевского лётного корпуса. Был лидером британского истребительного авиаотряда в России. Удостоен ордена Св. Георгия 4-й степени
За отличия, оказанные в боях под Тарнополем и Трембовлей в июле 1917 года, причем от перенесенных тяжелых трудов и лишений он скончался, запечатлев смертью своею беззаветную храбрость и мужество.
Скончался от ран 7 августа 1917 года в Киеве. Британский журналист Роберт Вильтон подробно описал процесс похорон: «Десять дней спустя, в Киеве, по пути на север, мы похоронили Валентайна. Город был в смятении. Украинские полки обменивались залпами с русской кавалерией на вокзале. Гарнизон был раздираем большевистскими фракциями. Полковник-профессор восьмидесяти с лишним лет, который был "командующим", пытался применять свои теории "демократической республики" среди войск, в результате чего ему дважды пришлось спешно покидать свою штаб-квартиру. Он с грустью сообщил мне, что не может рассчитывать на своих людей, чтобы похоронить "буржуазного монархиста" англичанина. Но казачья сотня эффективно предотвратила любой вздор. Роте территориальной обороны, которая оказывала последние почести, не препятствовали. И мы знали, что русские войска, если их оставить в покое, никогда не проявят никаких других чувств, кроме как признательности, верности и уважения к павшему союзнику. Это казаки несли гроб Валентайна из собора к лафету, и, после четырехчасового марша в пыли и жаре августовского утра, пронесли его через военное кладбище к месту последнего упокоения. Когда мы приблизились к могиле, всадники выстроились вдоль дороги, и мы прошли под двойным рядом обнаженных казачьих сабель». Точное место захоронения неизвестно.
Имя Джеймса Валентайна увековечено в Архангельском мемориале британских военнослужащих, погибших в Первой мировой войне.

## Награды
- Орден Святого Георгия 4-й степени (14 января 1918, посмертно)
- Также награждён другими наградами — орден «За выдающиеся заслуги» и орден Почётного легиона.